# Lonchopria annectens
Lonchopria annectens är en biart som beskrevs av Michener 1989. Lonchopria annectens ingår i släktet Lonchopria och familjen korttungebin. Inga underarter finns listade i Catalogue of Life.